# Charles Sands
Charles Edward Sands (Nova Iorque, 22 de Dezembro de 1865 – Brooksville, 9 de Agosto de 1945) foi um golfista americano e um tenista que competiu nas Olimpíadas de 1900 e nas Olimpíadas de 1908.
Em 1900, ele ganhou a medalha de ouro na competição masculina de golfe individual.
Sands também participou como jogador de tênis nas Olimpíadas de 1900. No simples, ele foi eliminado na primeira rodada. Nas duplas, ele e seu parceiro britânico Archibald Warden também foram eliminados na primeira rodada. Além disso, nas duplas mistas, terminou com sua parceira Georgina Jones após a primeira rodada.
Oito anos depois, ele foi novamente eliminado na primeira rodada desta vez do Jeu de paume nos Jogos Olímpicos de Verão de 1908.

## Ligações Externas
- Perfil